# Metropolia Coro
Metropolia Coro – metropolia rzymskokatolicka w Wenezueli utworzona 23 listopada 1998.

## Diecezje wchodzące w skład metropolii
- Archidiecezja Coro
  - Diecezja Punto Fijo

## Biskupi
- Metropolita: abp Mariano José Parra Sandoval (od 2016) (Coro)
- Sufragan: bp Luis Enrique Rojas Ruiz (nominat) (Punto Fijo)

## Główne świątynie metropolii
- Bazylika archikatedralna św. Anny w Coro
- Bazylika Matki Boskiej z Gwadelupy w Coro
- Katedra Matki Boskiej z Coromoto w Punto Fijo